# II. Haszan marokkói király

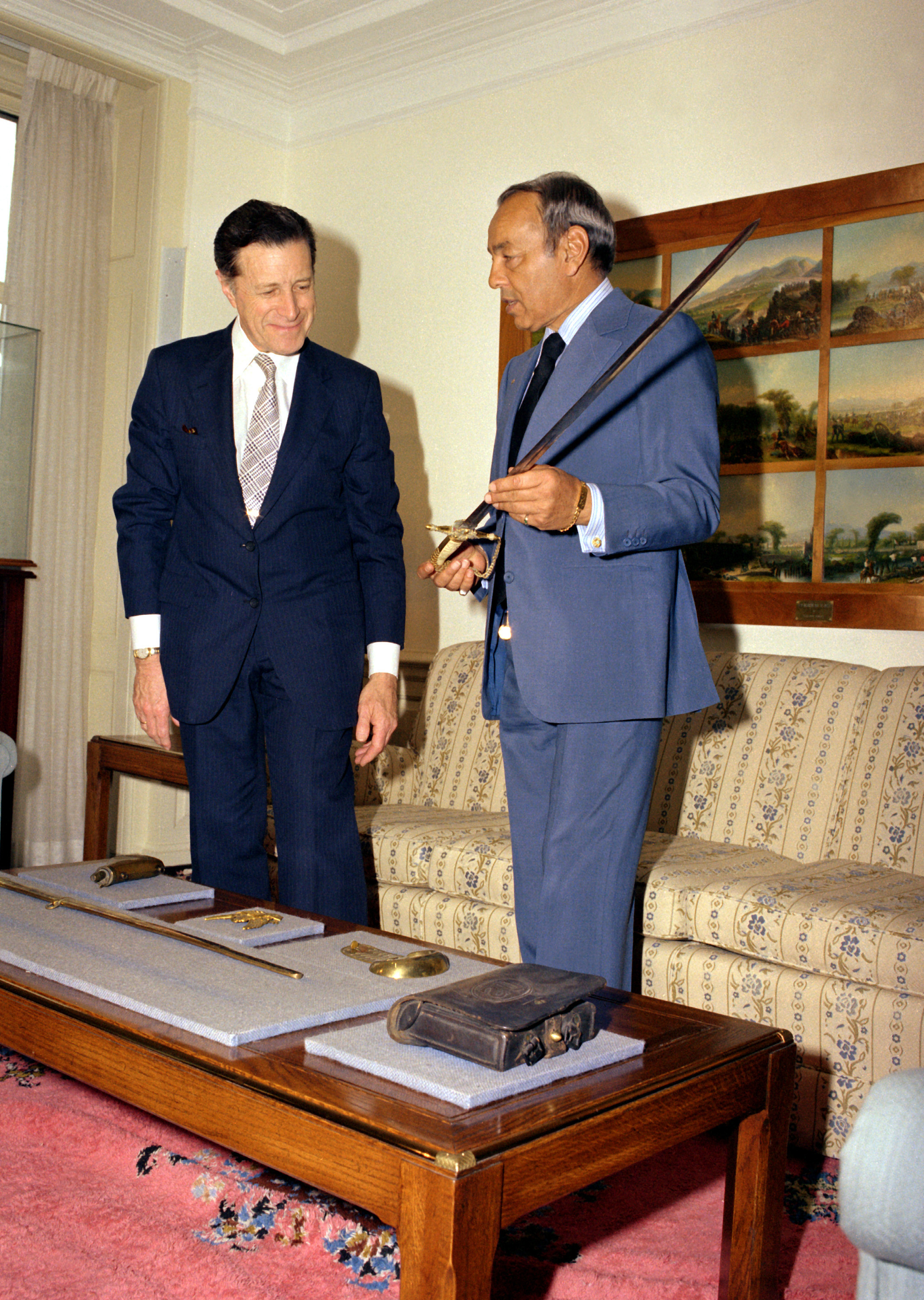
II. Hasszán és Caspar Weinberger amerikai védelmi miniszter 1982-ben.

II. Haszan vagy Haszan ibn Muhammad ibn Júszuf (1929. július 9. – 1999. július 23.), Marokkó királya 1961-től haláláig.

## Ifjúkora
V. Mohammed marokkói királynak és első feleségének, Lalla Abla bint Taharnak első fia volt. Iskoláit Rabatban végezte, majd jogi diplomáját a franciaországi Bordeaux egyetemén szerezte meg 1952-ben.
1953. augusztus 20-án az akkor francia protektorátus Marokkó királyi családját Korzikára deportálták, majd a következő év januárjában Madagaszkárra szállították át őket. Mohammed király és családja 1955. november 16-án tért vissza hazájába.
Haszan herceg 1956 februárjában apja oldalán részt vett a Marokkó függetlenségéhez vezető tárgyalásokon és ezen év áprilisától az újonnan létrehozott Királyi Fegyveres Erők vezérkari főnökévé nevezték ki. Még 1956-ban ő vezette a Rif-hegységben kitört lázongások leverésére küldött katonai kontingenst. 1957-ben V. Mohammed az uralkodói státust szultánról királyra változtatta. A király 1961. február 26-án egy sebészeti beavatkozás utáni komplikáció következtében meghalt, utódja pedig Haszan herceg lett. Az akkori amerikai nagykövet, Charles W. Yost szerint Mohammed hirtelen halálában Haszan is közrejátszhatott.

## Uralkodása
1963-ban az ország első alkotmányában II. Haszan megerősítette Marokkó többpártrendszeri monarchikus berendezkedését, ám a hatalom nagy részét a király kezében hagyta; emiatt az ellenzéki pártok tiltakozó kampányba kezdtek. 1965-ben a király feloszlatta a parlamentet. A későbbi választások során a feltételeket úgy módosították, hogy az uralkodóhoz lojális pártoknak kedvezzen, emiatt az ellenzék rendszeresen demonstrációkkal és zavargásokkal tiltakozott.
Az 1970-es évek elején Haszan ellen egy puccsot és egy merényletet kíséreltek meg. 1971-ben egy állítólagosan Líbia által támogatott államcsíny-kísérletben Mohammed el-Medbúh tábornok és Mohammed Aabábu ezredes szervezésében kadétok szállták meg a király rabati nyári palotáját, ahol éppen Haszan negyvenkettedik születésnapi ünnepségét tartották. A fontos vendégeket, mint például Marcel Dupert belga nagykövetet házi őrizetbe vették, a királyt pedig egy pavilonban különítették el. A lázadók megszállták a legnagyobb rabati rádióállomást és bejelentették, hogy Haszan meghalt és kikiáltották a köztársaságot. A királyhoz hű csapatok azonban még aznap visszafoglalták a palotát és a puccs megbukott.
1972. augusztus 16-án a király Franciaországból Rabatba visszatérő Boeing 727-esét a Királyi Légierő kötelékébe tartozó négy F–5-ös vadászgép vette gépágyútűz alá. Bár Haszan gépét több találat is érte, és a repülőtéren várakozó fogadóbizottságból is nyolcan meghaltak, a Boeing nem zuhant le, és a király túlélte a merényletkísérletet. A merényletért a védelmi minisztert, Mohammed Úfkír tábornokot tették felelőssé, aki állítólag ezután öngyilkos lett, bár egyes források szerint testén több golyónyomot találtak.
Bár az arab országok egy része a Szovjetunióhoz közeledett, II. Haszan mindvégig kitartott a nyugati orientáció mellett és kormánya jó kapcsolatokat ápolt a CIA-val, amely az 1960-as években segített megszervezni a marokkói biztonsági szerveket. A király közvetítőként játszott szerepet az arab országok és Izrael között, amit az is segített, hogy Izraelben nagyszámú Marokkóból áttelepült zsidó élt.
Haszan diplomáciája 1969-ben elérte, hogy Spanyolország visszaszolgáltassa az Agadirtól délre fekvő Ifnit. 1975-ben Marokkó a Zöld Menetelés során megszállta a korábbi Spanyol-Szahara területének kétharmadát. Emiatt, és mert Marokkó területi követeléseket támasztott nyugati részeire (Tindúf és Besár tartományokra), Algériával elmérgesedett a viszony. Korábban, 1963-ban fegyveres konfliktus is kitört emiatt a két ország között (ún. Homokháború). Mauritániával is feszült volt a viszony, mert egyes szélsőséges elképzelések alapján az egész országot Nagy-Marokkóba kívánták bekebelezni, és emiatt Marokkó csak 1969-ben, egy évtizeddel függetlenségének kivívása után ismerte el Mauritániát.
Az 1980-as évek végéig II. Haszan meglehetősen diktatórikus módszerekkel, erőszakkal tartotta fent a belső rendet, kormányzatának ellenzékét gyakran bebörtönözték, száműzték vagy meggyilkolták. Az 1990-es évek elejétől jelentős enyhülési folyamat indult, több száz politikai foglyot engedtek szabadon, kiszélesítették a parlament jogkörét és felállítottak egy bizottságot, mely az állami szervek által elkövetett túlkapásokat vizsgálta ki.
1986-ban elkezdték építeni Casablancában a ma II. Haszan nevét viselő mecsetet, amely a világon a hetedik, Szaúd-Arábiától nyugatra pedig a legnagyobb mecset. 210 méteres minaretje a legmagasabb a világon. Az épület 1993-ban készült el.
II. Haszan 1999. július 23-án halt meg hetvenéves korában. Rabatban, V. Mohammed mauzóleumában temették el, utóda a trónon legidősebb fia, VI. Mohammed lett.

## Családja
Hasszán 1961-ben házasodott össze első feleségével, Lalla Latífa Hammuval, akitől öt gyermeke született:
Lalla Merjem (sz. 1962)
Mohammed (sz. 1963)
Lalla Aszmá (sz. 1965)
Lalla Haszná (sz. 1967)
Múláj Rasíd (sz. 1970)
A király szintén 1961-ben vette feleségül Lalla Fátima bint Káid Amhourakot, de gyermekük nem született.

## Fordítás
- Ez a szócikk részben vagy egészben  a   Hassan II of Morocco című angol Wikipédia-szócikk ezen változatának fordításán alapul.  Az eredeti cikk szerkesztőit annak laptörténete sorolja fel. Ez a jelzés csupán a megfogalmazás eredetét és a szerzői jogokat jelzi, nem szolgál a cikkben szereplő információk forrásmegjelöléseként.

| Előző uralkodó: V. Mohammed | Marokkó uralkodója 1961 – 1999 | Következő uralkodó: VI. Mohammed |